# Scabrotrophon clarki
Scabrotrophon clarki är en snäckart som beskrevs av J. H. McLean 1996. Scabrotrophon clarki ingår i släktet Scabrotrophon och familjen purpursnäckor. Inga underarter finns listade i Catalogue of Life.